# کلارا هگمن
کلارا هگمن (زاده ۹ ژوئیه ۱۹۹۱ در یوله، سوئد) یک خواننده سوئدی و عضو گروه ایس آو بیس است.
هگمن در Lilla Melodifestivalen با آهنگ "Hej, vem är du" چهارم شد. وی در سال ۲۰۰۹ به گروه ایس آو بیس پیوسته است.